# Othreis strigata
Othreis strigata är en fjärilsart som beskrevs av Donovan 1804. Othreis strigata ingår i släktet Othreis och familjen nattflyn. Inga underarter finns listade i Catalogue of Life.